# Stora Silpinge
Stora Silpinge är en bebyggelse nordväst om Ronneby i Ronneby kommun i Blekinge län. SCB klassades bebyggelsen vid 2020 års avgränsning som småort men ej längre 2023.